# Aktive Brandvermeidung
Anders als bei der „reaktiven Brandbekämpfung“ durch Feuerlöschanlagen oder Feuerwehren, die erst auf bereits ausgebrochene Brände reagieren, schließt ein aktives Brandvermeidungssystem, auch Sauerstoffreduzierungsanlage oder Sauerstoffreduktionsanlagen genannt, durch Reduktion des Sauerstoffanteils im zu schützenden Bereich Brände von vornherein aktiv aus. Diese Sauerstoffreduzierungsanlagen dienen der Brandvermeidung und nicht dem Explosionsschutz.

## Wirkungsweise
Durch Zufuhr eines Inertgases, meistens Stickstoff, wird der Sauerstoffanteil von fast 21 Vol.-% (natürliche Umgebungsluft) auf den eine Verbrennungsreaktion unmöglich machenden Anteil gezielt gesenkt. Wie stark der Gehalt an Sauerstoff gesenkt werden muss, hängt von den vorhandenen Materialien ab. Dieser Sauerstoffgehalt, Entzündungsgrenze genannt, wird für die jeweiligen Materialien unter festgelegten Prüfbedingungen ermittelt. Durch die permanente kontrollierte Zuführung von Stickstoff hält das aktive Brandvermeidungssystem den Sauerstoffgehalt der Luft im Schutzbereich dauerhaft auf gesenktem Niveau. So entsteht eine Atmosphäre in der sich Brände nicht entwickeln können.
Die europäische Norm EN 16750 definiert Prüfungen zur Ermittlung der Entzündungsgrenzen unbekannter Stoffe und führt bereits ermittelte Entzündungsgrenzen auf. Demnach liegen die Entzündungsgrenzen der in EDV-Räumen vorkommenden Kunststoffe PE-HD, PP, PMMA, ABS und PVC zwischen 16,9 Vol.-% und 15,9 Vol.-% O2. Die Entzündungsgrenze von Verpackungsfolie aus PE-LD beträgt 15,9 Vol.-%, von Kartons und Wellpappe 15,0 Vol.-% O2. Bei den aufgeführten Lösemitteln liegen die Entzündungsgrenzen zwischen 15,9 Vol.-% (Diacetonalkohol) und 11,0 Vol.-% O2 (Methanol).

## Anwendungsbereiche
Ein aktives Brandvermeidungssystem ist besonders geeignet, wenn die zu schützenden Räume wenig Personenverkehr und eine relativ hohe Dichtigkeit aufweisen, wie Lager (automatisierte Tiefkühllager, Kühlhäuser, Hochregallager, Lager mit Kleinladungsträgern, Gefahrstofflager) oder Archive von Bibliotheken oder Museen. Aktive Brandvermeidungssysteme werden auch zum Schutz vom Rechenzentren, IT- und Serverräumen eingesetzt.

## Komponenten
Ein aktives Brandvermeidungssystem besteht im Wesentlichen aus einem Stickstoffgenerator, einem Druckluftkompressor und Sauerstoffsensoren mit Überwachungs- und Steuereinheit.

## Funktion
Den Stickstoff bzw. die stickstoffangereicherte Luft für die Sauerstoffreduzierung erzeugt das aktive Brandvermeidungssystem durch einen Stickstoffgenerator oder über eine Brennstoffzelle (deren natürliche sauerstoffarme Abluft hat einen hohen Stickstoff-Anteil) direkt vor Ort. Die Überwachungs- und Steuereinheit des aktiven Brandvermeidungssystems kontrolliert kontinuierlich den Sauerstoffanteil der Luft. Bei dem Stickstoffgenerator wird normale Außenluft in einem Verdichter komprimiert und getrocknet, in der Filtereinheit von Partikeln und Restöl gereinigt und in Hohlfasermembranen oder durch Druckwechsel-Adsorption in die Bestandteile Stickstoff und Restgase getrennt. Während die Restgase ins Freie abgeleitet werden, ersetzt der Stickstoff im Schutzbereich einen Teil der Raumluft und reduziert damit den für eine selbstständige Verbrennung erforderlichen Sauerstoffanteil. Sensoren messen kontinuierlich den Sauerstoffgehalt der Luft im Schutzbereich. Die Stickstoffzufuhr wird durch ein über die Überwachungs- und Steuereinheit angesteuertes Magnetventil geregelt. Bei Erreichen der eingestellten Sauerstoffkonzentration schaltet sich das aktive Brandvermeidungssystem automatisch in den Stand-by-Betrieb. Es wird erst dann wieder aktiv, wenn die Sauerstoffkonzentration beispielsweise durch undichte Stellen im Gebäude oder geöffnete Türen und Tore erneut ansteigt.

## Personensicherheit
Die durch das aktive Brandvermeidungssystem mit Hilfe des Stickstoffs erzielte Reduzierung des Sauerstoffanteils auf beispielsweise 13 Vol.-% entspricht in etwa den Atmosphären-Verhältnissen in 3.850 Metern Höhe. Daher bleiben Bereiche mit sauerstoffreduzierter Atmosphäre bis 13 Vol.-% O2 unter Berücksichtigung gewisser Vorsichtsmaßnahmen für gesunde Personen begehbar.
In Deutschland hat die Deutsche Gesetzliche Unfallversicherung die DGUV Information 205-006 „Arbeiten in sauerstoffreduzierter Atmosphäre“ herausgegeben. Darin sind die sauerstoffreduzierten Bereiche in vier Risikoklassen eingeteilt:
- Risikoklasse 1 (O2-Konzentration c ≥ 17,0 Vol.-%)
- Risikoklasse 2 (O2-Konzentration zwischen 17,0 und 14,8 Vol.-%)
- Risikoklasse 3 (O2-Konzentration zwischen 14,8 und 13,0 Vol.-%)
- Risikoklasse 4 (O2-Konzentration c < 13,0 Vol.-%)

In der Schweiz hat die SUVA eine Fachinformation zu Arbeiten in sauerstoffreduzierter Atmosphäre veröffentlicht.